# Teodor Meleskanu
Teodor Meleskanu (Brad, 10. ožujka 1941.) je rumunjski diplomat i političar, ministar vanjskih poslova u razdoblju 1992. – 1996. u vladi Văcăroiua iz FDSN-a, ponovno ministar vanjskih poslova od 10. studenog 2014. do 18. studenog 2014. u vladi Ponta.
Između travnja 2007. i prosinca 2008. bio je ministar nacionalne obrane u vladi Tariceanua (PNL).
Bio je senator iz Prahove, izabran u trećem kolegiju ove izborne jedinice, na listama Narodno-liberalne stranke. Član Senata u zakonodavnom tijelu 1996. – 2000., potom je biran na listama PDSR-a, a 2004. godine izabran je na listama Saveza pravde i istine.
Dana 27. veljače 2012. predsjednik Traian Băsescu imenovao je Teodora Meleskanua za ravnatelja Službe za vanjske poslove. Rumunjski parlament ga je potvrdio 28. veljače 2012. Dana 22. rujna 2014. podnio je ostavku i podnio kandidaturu za predsjedničke izbore 2014. godine.

## Vanjske poveznice
|  | Zajednički poslužitelj ima još gradiva o temi Teodor Meleskanu |